# Мачіз Анна Семенівна
Аанна Семенівна Мачіз (нар. 18 грудня 1910, Мінськ , Російська імперія — 28 серпня 1988, Мінськ, Білоруська РСР) — білоруська юристка, авторка мемуарів про Мінське гетто.

## Біографія
Анна Мачіз народилася 18 грудня 1910 року в родині залізничного службовця. Її мати була домогосподаркою. У Анни був рідний брат Савелій .
Батько помер в 1932 році. Після закінчення середньої школи протягом року з 1 липня 1927 по 28 серпня 1928 Анна працювала в прокуратурі Бобруйського округу технічним співробітником. З 1928 по 1931 роки вона навчалася в Мінському юридичному інституті і потім працювала слідчим прокуратури Мозирського району, а потім в Ленінграді.
У 1933 році вона повернулася до Мінська, де працювала слідчим карного розшуку НКВС БРСР до початку Великої вітчизняної війни. У 1936 році за боротьбу зі злочинністю нагороджена іменним годинником.
Коли почалася війна, Анна Мачіз вже обіймала посаду слідчого з найдзвичаних справ.
У 1941 році разом з матір'ю виявилася на окупованій німцями території і була відправлена в мінське гетто. Була одним з учасників антифашистського підпілля в гетто. Навесні 1943 року після смерті матері пішла з гетто в партизани. З 4 квітня служила в партизанському загоні № 106, загоні імені 25 річчя ВЛКСМ і штабі бригади імені Жукова. Закінчила війну на посаді заступника начальника особливого відділу партизанської бригади.
Після звільнення Мінська 1 серпня 1944 року повернулася до роботи слідчого по надзвичайним справам, від якої була звільнена 27 вересня 1945 року за станом здоров'я. Їй було присвоєно чин радник юстиції.
З жовтня 1945 року Анна Мачіз працювала до пенсії у відділі листів газети «Зорька», юристом на Мінському верстатобудівному заводі імені Кірова, в Белторгзабезпеченні.
Анна Мачіз померла в Мінську 28 серпня 1988 року.

## Мемуари
Свої спогади про події, що відбувалися в Мінському гетто, Анна записувала в грудні 1943 року в партизанському загоні. Історик Еммануїл Іоффе зазначає, що ці записи — перша історія гетто і підпілля в ньому. Іоффе також стверджує, що в основі «Історії Мінського гетто», що увійшла в «Чорну книгу» Василя Гроссмана і Іллі Еренбурга, лежать саме записи Анни Мачіз.
Повністю збірник її спогадів було видано в 2011 році з додатком кількох статей білоруських істориків і документів, що стосуються існування Мінського гетто. Книга була презентована в Історичній майстерні під керівництвом історика Кузьми Козака 10 листопада 2011 року.